# Cuadros (kommunhuvudort)
Cuadros är en kommunhuvudort i Spanien.   Den ligger i provinsen Provincia de León och regionen Kastilien och Leon, i den norra delen av landet, 300 km nordväst om huvudstaden Madrid. Cuadros ligger 901 meter över havet och antalet invånare är 1 810.
Terrängen runt Cuadros är platt söderut, men norrut är den kuperad. Cuadros ligger nere i en dal. Runt Cuadros är det ganska tätbefolkat, med 172 invånare per kvadratkilometer. Närmaste större samhälle är León, 13,6 km söder om Cuadros. Trakten runt Cuadros består i huvudsak av gräsmarker.